# Noordelijke Siddebuursterpolder
De Noordelijke Siddebuursterpolder, eerder Loegsterpolder, is een voormalig waterschap in de Nederlandse provincie Groningen.
Het waterschap lag ten noorden van Siddeburen en ontstond in 1879 door splitsing van het waterschap Siddebuursterpolder. De noordgrens lag bij het Afwateringskanaal van Duurswold, de oostgrens even ten oosten van de N33, de zuidgrens op de Hoofdweg en de westgrens lag bij de Siddebuurster Schipsloot die op zo'n 300 m westelijk van de Damsterweg (tot bij het Schildmeer). De molen stond halverwege het dorp en het Schildmeer. Hij ontving zijn water uit de (noordelijke) Molenwijk en het Gaarmaar en sloeg dit uit op een watergang die in verbinding stond met de Schipsloot.  
Een voorloper van dit waterschap was de Loegsterpolder (op topografische kaarten abusievelijk Leegster watermolen genoemd), met een molen gebouwd in 1800. De naam geeft aan dat de molen was bedoeld voor het dorpsgebied, Gronings loug. De molen stond later ook bekend als de Gaarlandster molen vanwege zijn ligging bij het Gaarland. Een deel van het water kon oorspronkelijk via het Gaarmaar uitstromen bij de Steendammer molen.
In 1832 ging dit waterschap samen met de Veensterpolder, waar tussen 1816 en 1821 een poldermolen in de Schipsloot was gebouwd.  
Omdat het laag gelegen Siddebuursterveen te maken kreeg met wateroverlast werden beide polders in 1879 weer gesplitst. De Loegstermolen werd na brand in 1835 weer opgebouwd en in 1930 vervangen door een elektrisch gemaal. Januari 1932 braken de nieuwe kadedijken door, waardoor het Siddebuursterveen alsnog onder water kwam te staan.
Waterstaatkundig gezien ligt het gebied sinds 2000 binnen dat van het waterschap Hunze en Aa's.